# Horch
Horch var en tysk biltillverkare, verksam 1900-1939. Företaget var en del av Auto Union, det som idag är Volkswagen-ägda Audi. Företaget grundades av August Horch (1868-1951), som räknas som en av de äldsta pionjärerna inom biltekniken. Han lämnade företaget på sommaren 1909, senare på året, några få veckor senare grundade han Audi-Automobilwerke Audi, också i Zwickau.
Efter andra världskriget blev Horch ett folkägt företag i DDR.

## Bildgalleri

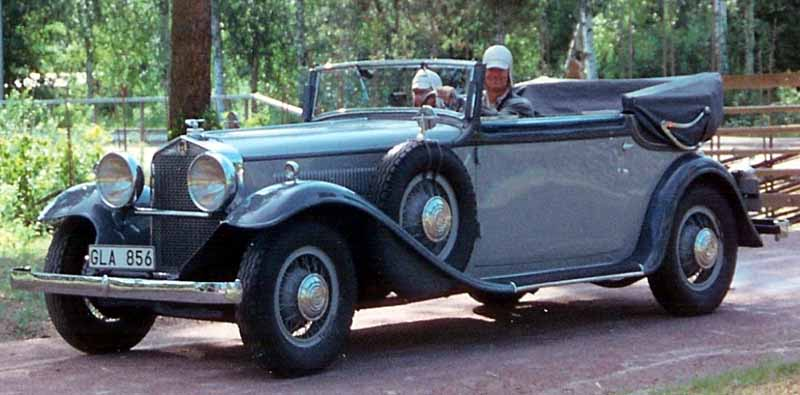
Horch 470 Cabriolet 1931
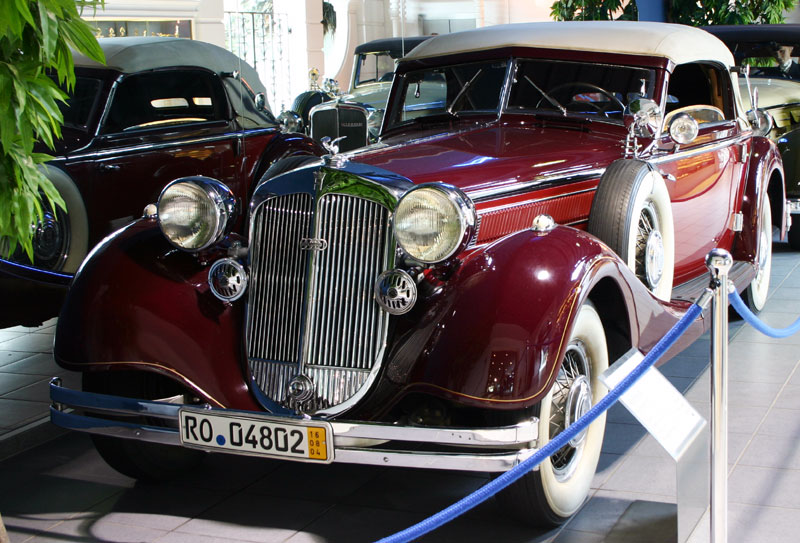
Horch 853 Sport Cabriolet